# Epinephelus timorensis
Epinephelus timorensis es una especie de peces de la familia Serranidae en el orden de los Perciformes.

## Morfología
Los machos pueden llegar alcanzar los 26,5 cm de longitud total.

## Distribución geográfica
Se encuentra al este del Índico (Australia Occidental) y el Pacífico oriental central (Samoa Estadounidense e islas Fénix).